# Wolfgang Hellstern
Wolfgang Hellstern (* 14. April 1938) ist ein ehemaliger deutscher Fußballspieler und -trainer. Der Stürmer des FC Hechingen kam im Jahr 1963 in der Amateurnationalmannschaft des DFB unter dem verantwortlichen Auswahltrainer Helmut Schön, in zwei Länderspielen gegen Italien und Japan zum Einsatz.

## Laufbahn
Wolfgang Hellstern, der von frühster Jugend an beim FC Hechingen spielte, durchlief dank seines herausragenden Offensivtalents in Verbindung mit imponierender Schnelligkeit verschiedene Auswahlmannschaften: 1953/54 stürmte der Jugendliche in der Bezirksauswahl, 1956 gehörte er der Süddeutschen Auswahl (A-Junioren-Länderpokal der Regionalverbände mit Spielen gegen Nord- und Westdeutschland) an und ab 1957 zählte der bereits mit 17 Jahren mit Sondergenehmigung im Seniorenbereich eingesetzte Offensivspieler zum Kader der WFV-Auswahl im Länderpokal der Amateure.
Durch seine Leistungen beim Meisterschaftsgewinn in der Saison 1960/61 in der 2. Amateurliga Alb-Schwarzwald – mit 31 Toren war Hellstern der Torschützenkönig der „Zollerstädter“ –, dem Aufstieg in die 1. Amateurliga Schwarzwald-Bodensee und der auf dem Fuße folgenden sensationellen Meisterschaft als Aufsteiger im Amateuroberhaus 1961/62 – mit 26 Toren wurde Hellstern erneut Torschützenkönig – hatte sich der erfolgreiche Stürmer des FC Hechingen im Jahr 1962 für einen Sichtungslehrgang zum Aufbau einer neu zu bildenden Amateurnationalmannschaft des DFB empfohlen. Er überzeugte in der Sportschule Hennef Bundestrainer Sepp Herberger und den verantwortlichen DFB-Trainer für die Amateurauswahl, Helmut Schön, und debütierte am 13. April 1963 beim Länderspiel in Alassio gegen Italien in der Deutschen Amateurnationalmannschaft. Bei der 1:2-Niederlage der DFB-Amateure war der Angriff mit Hellstern (Rechtsaußen), Hans-Jürgen Himmelmann, Harald Braner, Gerhard Neuser und Wilfried Leydecker angetreten. Nur die zwei Halbstürmer brachten schon internationale Erfahrung mit, die drei Angriffsspitzen im damaligen WM-System dagegen, Hellstern, Braner und Leydecker, waren Debütanten.
Zu Beginn der Saison 1963/64 wurden im September 1963 zwei Ausscheidungsspiele der DFB-Amateurelf gegen die Olympia-Auswahlmannschaft der DDR in Karl-Marx-Stadt beziehungsweise Hannover ausgetragen. Hellstern gehörte dem DFB-Kader von Helmut Schön an, kam aber in den beiden Spielen (0:3/2:1) nicht zum Einsatz. Damit zog die DDR-Vertretung in die eigentliche Olympiaqualifikation gegen die Niederlande und die Sowjetunion ein und für Hellstern und Kollegen, war der Olympiatraum 1964 in Japan, ausgeträumt.
Trotz der verpassten Teilnahme an der Olympiaqualifikation belohnte der DFB die Amateure mit einer Japanreise im Oktober 1963. Innerhalb von fünf Tagen wurden am 12., 14. und 16. Oktober drei Länderspiele in Tokio gegen Japan B (2:1-Sieg), Südvietnam (2:1-Sieg) und Japan A (1:1-Unentschieden) im Rahmen eines „Vorolympischen Turniers“ ausgetragen, aus der die deutschen Amateure als Turniersieger hervorgingen. Beim 2:1-Erfolg am 12. Oktober 1963 in Tokio gegen Japan B stürmte der Mann aus Hechingen am rechten Flügel der DFB-Amateurauswahl und machte damit sein zweites Amateurländerspiel. Er bildete mit Franz-Josef Hönig den rechten Flügel und Walter Birkhold, Wilhelm Zott und Horst Kunzmann waren in der Läuferreihe die Achse des deutschen Spiels. Das Erlebnis der Metropole Tokio, das Nationalstadion mit der Anwesenheit von Kronprinz Akihito, der überaus freundliche Empfang der Zuschauer, das emotionale Erlebnis beim Ein- und Ausmarsch der Sportler beim „Vorolympischen Turnier“, wurden zu einem der unvergesslichen Eindrücke im Leben von Wolfgang Hellstern.
Auf Vereinsseite ragt der überraschende Meisterschaftsgewinn in der 1. Amateurliga Schwarzwald-Bodensee 1961/62 heraus. Mit Ludwig Schlump, dem ehemaligen B-Nationalspieler als Spielertrainer und Torjäger Wolfgang Hellstern (26 Tore), wurde der Neuling aus dem ehemaligen Regierungsbezirk Südwürttemberg-Hohenzollern mit 46:14 Punkten und 104:50 Toren Meister. Hechingen verzichtete auf die Teilnahme an der Aufstiegsrunde zur 2. Liga Süd.
Der doppelte Schienbeinbruch im ersten Verbandsspiel der Saison 1964/65 gegen Villingen, gehört dagegen zur negativen Kategorie der Spielerkarriere von Hellstern.
Im Mai 1971 wurde er als Spielertrainer für 500 Spiele im Dress des FC Hechingen geehrt und mit der Laudatio bedacht, dass „der Verein es ihm hoch anrechnet, dass er in seiner Glanzzeit lukrative Angebote ausgeschlagen und dem Hechinger FC die Treue gehalten hat“.
Nach der Saison 1972/73 gab Hellstern, der auch noch im Jahre 2013 in Hechingen wohnhaft ist, aus beruflichen Gründen das Amt des Spielertrainers auf und zog sich aus dem aktiven Fußballgeschehen zurück.